# 歐扎克鎮區 (阿肯色州夏普縣)
歐扎克鎮區（英語：Ozark Township）是位於美國阿肯色州夏普縣的一個行政鎮區。

## 地方資料
歐扎克鎮區的面積為32.02平方千米，當中陸地面積為31.68平方千米，而水域面積為0.34平方千米。根據2010年美國人口普查的數據，當地共有人口672人，而人口密度為每平方千米20.99人。